# Shiva Samhita
Śiva Saṁhitā (em sânscrito, शिवसंहिता) é um texto. Saṁhitā é palavra sânscrita que significa “coleção de ensinamentos", portanto, o nome significa coleção de ensinamentos de Śiva. É um texto poético em sânscrito sobre yoga, de autor desconhecido, provavelmente no século XVIII. O texto é endereçado pelo deus hindu Śiva a sua consorte Pārvatī. O texto consiste em cinco capítulos, com o primeiro capítulo um tratado que resume a filosofia não-dual Vedānta (Advaita Vedānta) com influências da escola Śrī Vidyā do sul da Índia.

## Identidade entre o ensinamento daŚiva Saṁhitāe o das Upaniṣads
"Afirmações védicas como “o Ser deve ser conhecido”, “Palavras sobre ele devem ser ouvidas” e outras, são as reais salvadoras, doadoras de Conhecimento real. Estas afirmações vaidikas devem ser estudadas com grande atenção". I:33.

## O corpo como espelho do macrocosmos
"Neste corpo, a montanha Meru, [a espinha dorsal] está rodeada por sete ilhas; há rios, mares, campos e senhores dos campos". II:1.
"Todos os seres que existem no mundo também se encontram no corpo". II:2.
"Há ṛṣis e sábios, e todas as estrelas e os planetas também. Há peregrinações sagradas, templos e deidades nos templos". II:3.
"O sol e a lua, agentes da criação e da destruição, se movem nele. Espaço, ar, fogo, água e terra também estão aqui". II:4.
"Todos os seres que existem no mundo também se encontram no corpo. Rodeando o monte Meru, realizam suas tarefas. Aquele que sabe disto é um yogin, sem dúvida". II:5.

## Condições para o sucesso
“O yogin deve renunciar ao seguinte: 1. alimentos ácidos, 2. adstringentes, 3. substâncias pungentes, 4. excesso de sal, 5. excesso de mostarda, e 6. alimentos amargos. 7. andar demasiado, 8. tomar banho antes do amanhecer, e 9. alimentar-se com frituras. Ele deve evitar: 10. roubar, 11. matar [até mesmo animais], 12. cultivar inimizades, 13. o orgulho, 14. a ambiguidade e 15. a desonestidade. Igualmente, deve evitar 16. jejuar, 17. mentir, 18. pensamentos alheios à libertação dos condicionamentos (mokṣa), 19. crueldade em relação aos animais, 20. dissipar a energia sexual, 21. ficar demasiado perto do fogo, 22. falar demais, sem medir as consequências das próprias palavras e, finalmente, 23. comer demais”. III:33.

## Obstáculos para a prática
“De fato, há muitos obstáculos, quase intransponíveis, na prática do Yoga. No entanto, o yogin deve persistir no sādhana correndo os riscos, até mesmo quando sua vida estiver em perigo [lit., quando “a vida estiver escapando pela garganta” (prāṇaiḥ kaṇṭhagatair api)]”. III:47.